# Leányfalu
Leányfalu là một làng thuộc hạt Pest, Hungary. Làng này có diện tích 15,37 km², dân số năm 2010 là 3557 người, mật độ 231 người/km².